# 火药塔 (里加)

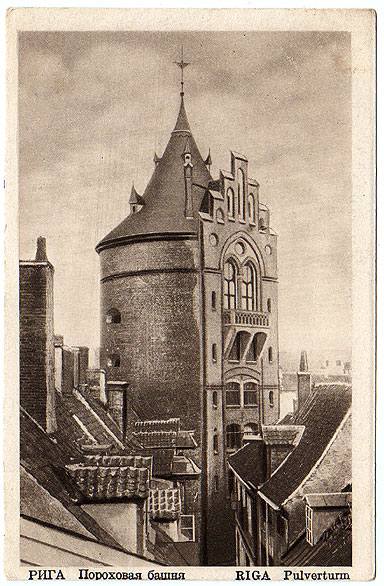
明信片上20世纪初的火药塔

火药塔位于拉脱维亚首都里加，原本是里加城防御体系的一部分。1937年到1940年，火药塔进行重建，被包含进拉脱维亚战争博物馆的建筑中。
塔直径 14.3 m,高 25.5 m ，墙体厚约 3 m.

### 历史
1330年此塔首次建成是沙塔，塔名拉语叫Smilšu即为沙塔之意。塔的入口处离地面有5米，只能通过狭窄的阶梯进入塔里。
1621年瑞典入侵拉脱维亚时此塔被毁只剩下地基，然后1650年在此地基上重建了塔。